# Dodecaedro aumentado
En geometría, el dodecaedro aumentado es uno de los sólidos de Johnson (J58).
Los 92 sólidos de Johnson fueron nombrados y descritos por Norman Johnson en 1966.